# Recupero (metallurgia)
In metallurgia, si intende per recupero (o ricupero o recovery o meno spesso restaurazione) il primo stadio della rimozione degli effetti dell'incrudimento, che si verifica all'aumentare della temperatura quando un metallo deformato a freddo viene lentamente riscaldato. Infatti una struttura incrudita è caratterizzata da una forte deformazione orientata dei grani e da una elevata densità di difetti (dislocazioni e vacanze reticolari) determinando un tensionamento all'interno del materiale, di conseguenza una struttura incrudita risulta essere fragile. Durante il recupero, vengono rilasciati gli sforzi interni ed ha luogo un riassetto delle dislocazioni in configurazioni a minore contenuto energetico.
È un processo che si esegue ad una temperatura inferiore alla temperatura di ricristallizzazione e porta ad una leggera diminuzione della resistenza del metallo incrudito ma con un notevole aumento della sua duttilità.